# Centre d'exposition Kamiyodo Hakuhō-no-Oka

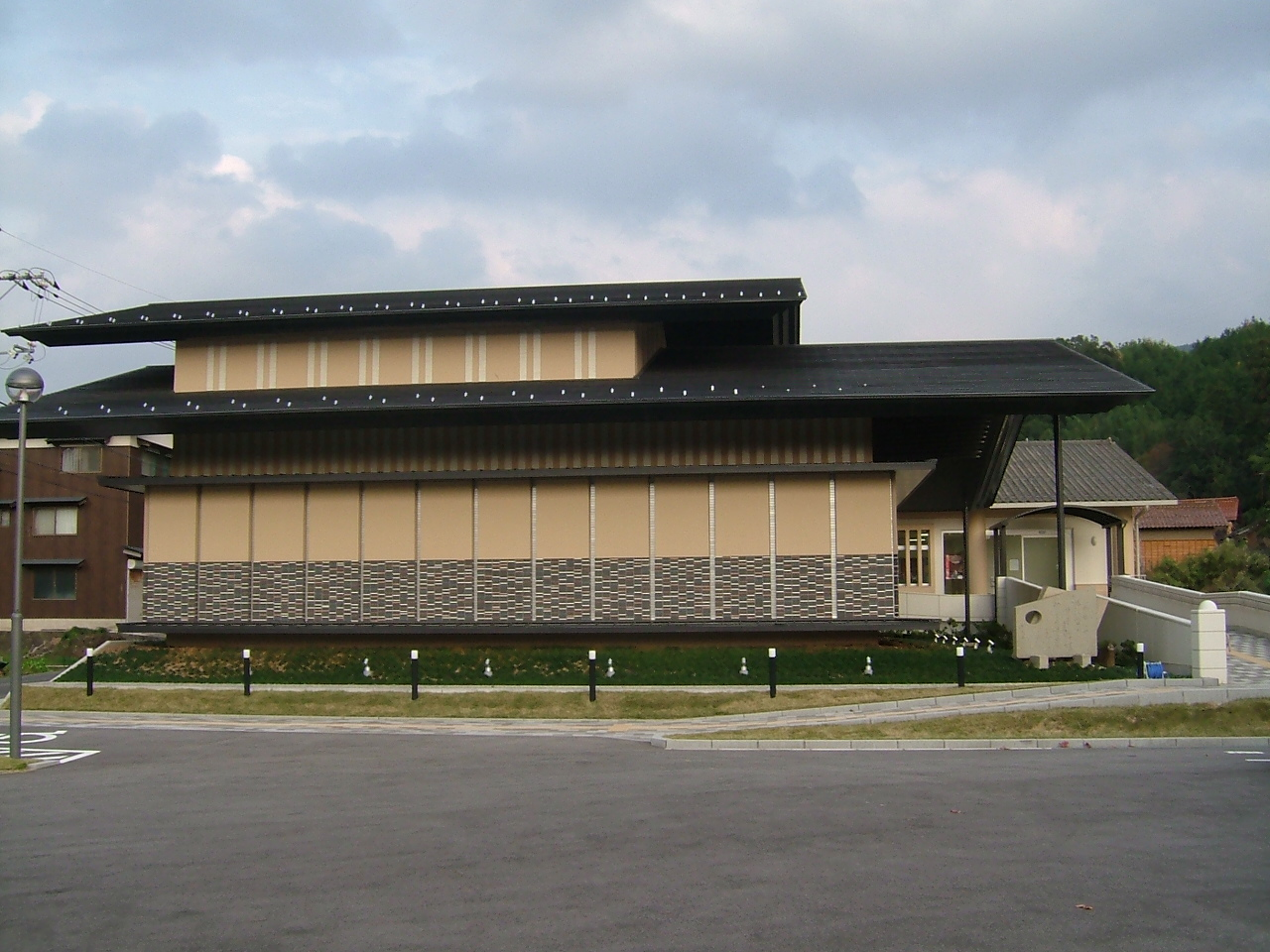
Centre d'exposition Kamiyodo Hakuhō-no-Oka

Le centre d'exposition Kamiyodo Hakuhō-no-Oka (上淀白鳳の丘展示館, Kamiyodo Hakuhō-no-oka tenjikan) a ouvert ses portes à Yonago, préfecture de Tottori au Japon en 2011.  Il remplace le musée d'histoire populaire de Yonago Yodoe (米子市淀江歴史民俗資料館), fermé en 2009. Les trois salles du centre d'exposition présentent des poteries décorées de la période Yayoi, des statues haniwa, des fragments d'anciennes peintures murales du Kamiyodo Hai-ji et une reconstruction du kondō du temple avec ses peintures et ses sculptures,.